# 檄 (三島由紀夫)
『檄』（げき）は、三島由紀夫の最後の声明文。1970年（昭和45年）11月25日、陸上自衛隊市ヶ谷駐屯地内の東部方面総監室を占拠後（三島事件）、バルコニーから演説する際に撒布されたもの。その主旨はバルコニーでの演説とほぼ同じ内容となっている。
原稿用紙にして9枚ほどの長さの10段落の文章で、B4の紙2枚に三島の肉筆でびっしり書かれており、署名は「楯の會隊長 三島由紀夫」となっている。三島の死後、様々な誌面や三島論で引用されることの多い声明文である。
同書は、当日に市ヶ谷会館にて、ジャーナリストの徳岡孝夫と伊達宗克にも封書に同封されて託された。三島は、徳岡孝夫と伊達宗克へ託した手紙の中で、「同封の檄及び同志の写真は、警察の没収をおそれて、差上げるものですから、何卒うまく隠匿された上、自由に御発表下さい。檄は何卒、何卒、ノー・カットで御発表いただきたく存じます。」と、檄の全文公表を強く希望した。
『檄』は事件の後、ほとんどの新聞各紙に全文が掲載されたが、朝日新聞では一部分がカットされていた。雑誌系で直後にいち早く全文掲載したのは、週刊誌『サンデー毎日』だけだという。
翻訳版は、Harris I. Martin訳（英題：An appeal）により『Solidarity』（1971年8月）、『Japan Interpreter』（Vol.7, No.1、1971年）に掲載された。
※以下、三島自身の言葉や著作からの引用部を〈　〉で括る（評者の論評などからの引用部との区別のため）。

## 内容
武人としての三島の生涯の結論的内容であり、遺作となった三島の長編小説『豊饒の海』が三島文学の集大成であるとすれば、『檄』はそれら文学要素をも包摂した上での、文武両道を志向した三島の「武人としての精神構造の集約」とみられている。また、戦後日本社会に対する三島の批判の総決算ともいえる文で、その歴史的評価は、日本の歴史の年輪のなかで定められてゆく要素を持っているとされる。1969年（昭和44）10月21日での、自民党の方針により〈護憲の軍隊〉となった現実の中で、自衛隊が飼い殺しになっていく運命に対する三島と楯の会メンバーの「ペシミスティックな怒り」も表現されている。なお、主語は〈われわれ〉と〈私〉が混在しているが、ほぼ全体として〈われわれ〉で一貫するように表記されている。
まず三島は、自衛隊内での約4年（学生らは3年）の体験入隊を振り返りつつ、〈自衛隊を愛するが故〉に、この〈忘恩的〉と思われるような行為に出たことを述べ、三島自身の見てきた戦後日本の、〈経済的繁栄にうつつを抜かし、国の大本を忘れ、国民精神を失ひ、本を正さずして末に走り、その場しのぎと偽善に陥り、自ら魂の空白状態へ落ち込んでゆく〉姿、〈政治は矛盾の糊塗、自己の保身、権力欲、偽善にのみ捧げられ、国家百年の大計は外国に委ね、敗戦の汚辱は払拭されずにただごまかされ、日本人自ら日本の歴史と伝統を涜してゆく〉国となってしまったことを憂い、次のような意見を述べる。
そして、〈天皇を中心とする日本の歴史・文化・伝統を守る〉という〈日本の軍隊の建軍の本義〉を忘れている現状国家の大本を正し、自衛隊を国軍とすることは現状の議会制度下では困難であり、唯一、1969年（昭和44年）10月21日（国際反戦デー）のデモ鎮圧に向けての自衛隊の治安出動が憲法改正の絶好のチャンスであったにもかかわらず、政府は警察力のみによってデモ隊を制圧し、〈敢て「憲法改正」という火中の栗〉を拾わなくても、政体維持可能の自信をつけ、この日を境に〈国を根本問題に対して頬つかぶりをつづける〉ことになったこと、改憲は〈政治プログラム〉から永久に除外され、将来的に護憲のまま誤魔化し続ける国家となってしまったこと、国体を守るべき自衛隊が政治家の欺瞞により、自らを否定する〈護憲の軍隊〉というパラドックスに陥ったことを三島は糾弾する。
さらに、それに対し黙って甘んじている自衛隊員への任務が、〈悲しいかな、最終的には日本からは来ない〉という現状と、〈英米のシヴィリアン・コントロールは、軍政に関する財政上のコントロールである。日本のやうに人事権まで奪はれて去勢され、変節常なき政治家に操られ、党利党略に利用されることではない〉ことを三島は指摘し、〈より深い自己欺瞞と自己冒涜の道を歩まうとする自衛隊は魂が腐つたのか。 武士の魂はどこへ行つたのだ。魂の死んだ巨大な武器庫になつて、どこへ行かうとするのか〉と疑問を投げかける。また、かつての五・五・三の不平等条約の再現かのような〈国家百年の大計にかかはる核停条約〉に対して〈抗議して腹を切るジェネラル一人、自衛隊からは出なかつた〉と嘆き、以下のように警告する。
そして最後に、以下のように覚醒を促し、〈われわれは至純の魂を持つ諸君が、一個の男子、真の武士として蘇へることを熱望するあまり、この挙に出たのである〉と自衛隊員に呼びかける。
なお、〈あと二年の内に〉とは、1972年（昭和47年）の沖縄返還と、米中接近（ニクソン大統領の中国訪問）のことを三島が念頭においていたとされ、沖縄がどういうかたちで返還されるのかによって、日本が相変わらず独立できないままで永久的にアメリカによる占領状態が限りなく続いていくことを三島が見抜いていたと言われている。

## 2人のジャーナリストに託された手紙
三島は、檄文や参加メンバー4名との記念写真などと共に手紙を添えた封書を、森田必勝の親友で楯の会会員の田中健一と倉田賢司を介して、週刊誌『サンデー毎日』記者の徳岡孝夫とNHK記者の伊達宗克それぞれに同じ封書を託し、手紙の中で檄文の全文公開を強く希望し以下のように述べていた。

## 補足
『檄』の原文5段落目の、〈この昭和四十五年十月二十一日といふ日は〉という箇所は、「昭和四十四年」の誤りで、『決定版 三島由紀夫全集第36巻・評論11』内では、正しい年に修正されている。
『檄』がばら撒かれた時と同時に、要求書が書かれた垂れ幕がバルコニーに掲げられたが、これはキャラコの布地に書かれたものである。11月23日にパレスホテルの519号室で三島が墨書する際に、その下敷きとして用いられた新聞紙には、うっすらと墨の跡が残っているという。11月22、23日付の『読売新聞』『産経新聞』『東京新聞』と、24日付の『夕刊フジ』（23日発売）が、下敷きに用いられた。うっすらと墨の跡があるまま古新聞と化したこれらの各紙は、森田必勝の兄・森田治のもとで保管されている。

## 関連肉声資料
- 『衝撃の記録―1970年11月25日 三島由紀夫』（キャニオン・ドキュメンタリー・シリーズ、1970年12月20日）
  - EPレコード。収録内容：檄
- 『三島由紀夫の死』（朝日ソノラマ 臨時増刊号、1970年12月20日）
  - ソノシート（両面）2枚。盤面色に2種あり。
  - 収録内容：
    - ソノシート｛1｝は両面に、「衝撃の現場！」（緊迫した現場の状況、事件の顛末を語る自衛隊代表者、現場の状況を説明する警察署長と自衛隊員、楯の会乱入隊員逮捕、三島の霊に敬礼する右翼団体、三島の死を語る石原慎太郎氏）。
    - ソノシート｛2｝のA面に、「三島由紀夫！」（事件の現場に駆けつけた川端康成氏、楯の会発足の動機を語る三島由紀夫、剣道・ボディビルに励むありし日の三島由紀夫、日本語について語る三島由紀夫）。
    - ソノシート｛2｝のB面に、「三島由紀夫の生と死！」（東大全共闘との討論集会）。
    - 本誌面に、村上兵衛「わが友・三島由紀夫」、三島由紀夫「辞世」と「檄」を掲載。
- 『嗚呼 三島由紀夫―1970年11月25日』（キャニオン・ドキュメンタリー・シリーズ、1970年11月25日）
  - LPレコード。
  - 収録内容：A面に、檄。B面に、座談（高橋基子、シリア・ポール、三島由紀夫）。
  - ※ B面収録の座談は、三島宅にて録音、1969年（昭和44年）2月3日 - 5日にニッポン放送「パンチ・パンチ」で放送されたもので、一部が「VIVA YOUNG」1970年（昭和45年）12月号に掲載された。
- 『三島由紀夫 最後の絶叫』（週刊サンケイ 三島由紀夫特集・臨時増刊号、1970年12月31日）
  - ソノシート（片面）。
  - 収録内容：檄（フジテレビニュース部FNNニュースから）
- 『三島由紀夫 最後の絶叫』（アポロン、1970年12月）
  - カセットテープ。
  - 収録内容：三島由紀夫「最後の絶叫」（取材・構成：文化放送報道部。語り手：鈴木瑞穂）
  - ※ 演説を全部録音できた文化放送の記者・三木明博のコメントが、「時代記録したスクープ音声」、「自殺直前の三島由紀夫 生々しく伝わる臨場感」という記事で紹介されている[25]。
- 『三島由紀夫氏追悼の夕べ』（タイセイ・グローバル社、1971年1月8日）
  - カセットテープ2巻。ライナーノート。
  - 収録内容：
    - テープ｛1｝に、1.開会の辞（川内康範、林房雄）、天と海（三島由紀夫）。2.追悼の挨拶（藤島泰輔、北条誠）。
    - テープ｛2｝に、3.追悼の挨拶（麻生良方）、英霊の声、自決直前の演説（三島由紀夫）、起て！紅の若き獅子たち（三島由紀夫と楯の会）。4.追悼の辞（滝原健之、中山正敏、水上勉｛代読：川内康範｝）、辞世吟詠（高取賢司）、閉会の辞（黛敏郎）。
    - ライナーノートに、三島由紀夫「自決直前の演説」と「辞世」を掲載。

  - ※ 「三島由紀夫氏追悼の夕べ」は1970年（昭和45年）12月11日、豊島公会堂で行われた。

※以上、いずれも文化放送とフジテレビの記者により録音されたものである。演説の冒頭部分は文化放送の録音しかないが、後半部分はフジテレビの録音の方が、三島の声が鮮明となっている。
アポロンのカセットテープと『週刊サンケイ』のソノシートには、三島の声だけでなく、森田の肉声も収録されており、三島が「日本を守るとは何だ。日本を守るとは、天皇を中心とする文化と伝統を守ることだ」と叫んでいるところの、「天皇を中心とする」と「文化と伝統を……」の間に森田の「皆さん聞いてください」と言っている声が録音されている。

## おもな収録刊行本

### 単行本
- 『国を守るとは何か――三島由紀夫政治論集』（河出文庫、2024年12月10日）
  - 解題：友常勉
  - 収録作品：「大東亜戦に対する所感」「わが世代の革命」「最高の偽善者として――皇太子殿下への手紙」「新ファッシズム論」「亀は兎に追いつくか？――いわゆる後進国の諸問題」「一つの政治的意見」「私の戦争と戦後体験――二十年目の八月十五日」「二・二六事件と私」「『道義的革命』の論理――磯部一等主計の遺稿について」「自衛隊を体験する――46日間のひそかな“入隊”」「祖国防衛隊はなぜ必要か？」「円谷二尉の自刃」「二・二六事件について」「F104」「五月革命」「橋川文三氏への公開状」「新宿騒動＝私はこう見た」「自衛隊二分論」「北一輝論――『日本改造法案大綱』を中心として」「STAGE-LEFT IS RIGHT FROM AUDIENCE」「『楯の会』のこと」「同志の心情と非情――同志感と団結心の最後的表象の考察」「『変革の思想』とは――道理の実現」「『蓮田善明とその死』序文」「性的変質から政治的変質へ――ヴィスコンティ『地獄に堕ちた勇者ども』をめぐって」「問題提起」「檄」

## 全集
- 『三島由紀夫全集34巻（評論X）』（新潮社、1976年2月25日）
  - 装幀：杉山寧。四六判。背革紙継ぎ装。貼函。
  - 月報：小賀正義「日本人対日本人」。阿部勉「三島隊長の『問題提起（日本国憲法）』」。《評伝・三島由紀夫34》佐伯彰一「三島由紀夫以前（その10）」。《三島由紀夫論9》田中美代子「隠された宇宙」
  - 収録作品：昭和44年2月から昭和46年11月の評論93篇。
  - ※ 同一内容で豪華限定版（装幀：杉山寧。総革装。天金。緑革貼函。段ボール夫婦外函。A5変型版。本文2色刷）が1,000部あり。
- 『決定版 三島由紀夫全集36巻・評論11』（新潮社、2003年11月10日）
  - 装幀：新潮社装幀室。装画：柄澤齊。四六判。貼函。布クロス装。丸背。箔押し2色。
  - 月報：松本徹「十歳の『アラビヤン・ナイト』」。大須賀瑞夫「最後の講演テープ」。［思想の航海術11］田中美代子「悪魔＝展望の誤謬」
  - 収録作品：［評論］昭和45年1月から昭和45年11月までの評論70篇。［作文］幼少年時代の作文46篇。［参考作品1］共同執筆8篇。［参考作品2］異稿・断片25篇。［参考作品3］英・独文の翻訳掲載5篇（日本語原稿が見つからないもの）。［参考作品4］アンケート45篇。［参考資料（楯の会）］15篇。